# Comala
Comala és un municipi de l'estat de Colima. Comala és la capital municipal i principal centre de població d'aquesta municipalitat. Aquest municipi és a la part sud de l'estat de Colima. Limita al nord amb els municipis de Jalisco, al sud amb Tecomán, a l'oest amb Colima i a l'est amb Coquimatlan.